# Squamidium cuspidatum
Squamidium cuspidatum är en bladmossart som beskrevs av Aloysio Sehnem 1980. Squamidium cuspidatum ingår i släktet Squamidium och familjen Meteoriaceae. Inga underarter finns listade i Catalogue of Life.